# 立石町 (愛西市)
立石町（たていしちょう）は、愛知県愛西市にある地名。字が9ある。

## 地理
旧八開村域西部に位置する。東は元赤目町・二子町、西は高畑町・下大牧町、南は赤目町、北は江西町に接する。

### 字一覧
（配列は五十音順・読みはYahoo!地図による）
- 上（かみ）
- 川新田（かわしんでん）
- 川並（かわなみ）
- 栄（さかえ）
- 下山（しもやま）
- 中（なか）
- 中屋敷（なかやしき）
- 本郷（ほんごう）
- 宮西（みやにし）

### 河川
- 鵜戸川
- 海部幹線水路

## 歴史

### 沿革
- 1096年（嘉保3年） - この年以前より神領だったようだが、改めて内宮・外宮領としたという（鎌倉遺文614、神宮雑書、建久三年八月日伊勢大神宮所領注文写による）[2]。
- 鎌倉時代から戦国時代 - 尾張国海西郡内の神宮領立石御厨として所在[2]。
- 江戸時代 - 尾張国海西郡内、尾張藩領鵜多須代官所支配の立石村として所在[2]。
- 1779年（安永8年） - 佐屋川堤防決壊により水害があった[2]。
- 1889年（明治22年） - 八輪村大字立石となる[2]。
- 1906年（明治39年） - 八開村大字立石となる[2]。
- 2005年（平成17年）4月1日 - 愛西市立石町となる。

## 世帯数と人口
2019年（令和元年）5月1日現在の世帯数と人口は以下の通りである。
| 町丁   | 世帯数 | 人口  |
| ------ | ------ | ----- |
| 立石町 | 69世帯 | 220人 |

### 人口の変遷
国勢調査による人口の推移
| 2005年（平成17年） | 232人 | [ WEB 6 ] |  |
| 2010年（平成22年） | 206人 | [ WEB 7 ] |  |
| 2015年（平成27年） | 230人 | [ WEB 8 ] |  |

## 小・中学校の学区
市立小・中学校に通う場合、学区は以下の通りとなる。
| 番・番地等 | 小学校             | 中学校             |
| ---------- | ------------------ | ------------------ |
| 全域       | 愛西市立八輪小学校 | 愛西市立八開中学校 |

## 交通

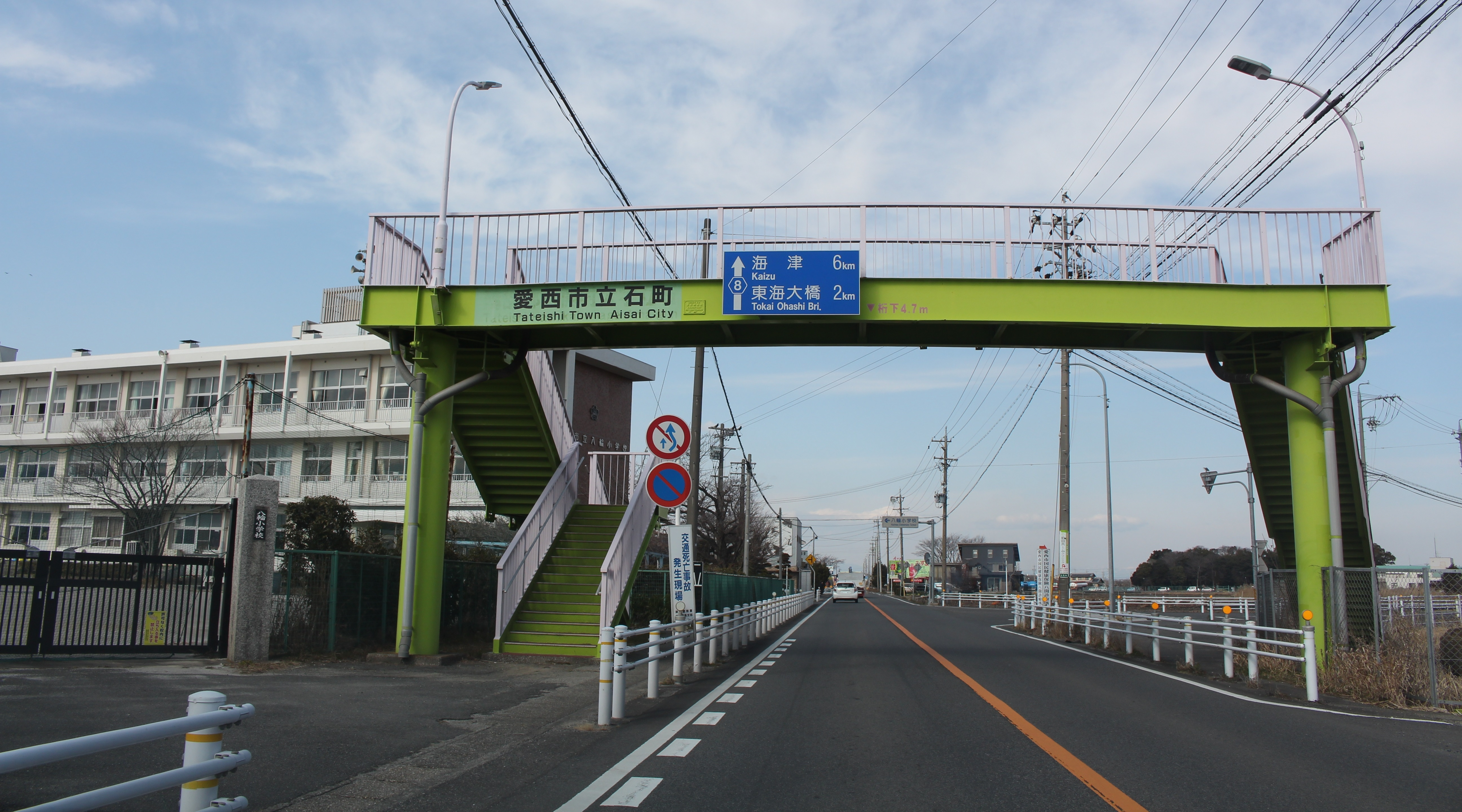
地内を南北に縦断する愛知県道8号津島南濃線

### バス
かつては県道津島南濃線上を名鉄バスの路線が運行されていたが、現在は廃止されている。
- 愛西市巡回バス（2020年4月1日現在）[WEB 10]

|    | 停留所名   | 座標                                   | ルート |
| -- | ---------- | -------------------------------------- | ------ |
| 79 | 八開郵便局 | 北緯35度12分56.2秒 東経136度41分26.5秒 | 八開   |

### 道路
- 愛知県道・岐阜県道8号津島南濃線

## 施設
- 愛西市立八輪小学校
- 八開郵便局
- 八輪子育て支援センター
- 八幡社
- 立石駐在所[1] - 現存しない。

## その他

### 日本郵便
- 郵便番号 : 496-8047[WEB 3]（集配局：津島郵便局[WEB 11]）。

### WEB
1. ↑  “愛知県愛西市の町丁・字一覧”.   人口統計ラボ. 2019年5月14日閲覧。
2. 1 2  “人口・世帯数（八開地区）” (PDF).   愛西市 (2019年5月1日). 2019年5月14日閲覧。
3. 1 2  “郵便番号”.  日本郵便. 2019年5月13日閲覧。
4. ↑  “市外局番の一覧”.   総務省. 2019年5月13日閲覧。
5. ↑  Yahoo!地図 愛西市立石町2013年10月12日閲覧。
6. ↑  総務省統計局 (2014年6月27日). “平成17年国勢調査の調査結果(e-Stat) - 男女別人口及び世帯数 －町丁・字等”. 2019年3月23日閲覧。
7. ↑  総務省統計局 (2012年1月20日). “平成22年国勢調査の調査結果(e-Stat) - 男女別人口及び世帯数 －町丁・字等”. 2019年3月23日閲覧。
8. ↑  総務省統計局 (2017年1月27日). “平成27年国勢調査の調査結果(e-Stat) - 男女別人口及び世帯数 －町丁・字等”. 2019年3月23日閲覧。
9. ↑  “小・中学校”.   愛西市. 2019年5月14日閲覧。
10. ↑  愛西市. “愛西市巡回バス”. 2024年4月9日閲覧。
11. ↑  “郵便番号簿 2018年度版” (PDF).   日本郵便. 2019年5月8日閲覧。

### 書籍
1. 1 2 3 4  「角川日本地名大辞典」編纂委員会 1989, p. 1892.
2. 1 2 3 4 5 6  「角川日本地名大辞典」編纂委員会 1989, p. 803.